# 沿海市社
沿海市社是越南茶荣省下辖的一個市社。

## 地理
沿海市社东和南临南中国海，西接沿海县，北接梂昂县。

## 历史
2015年5月15日，沿海县以沿海市镇、协盛社、隆有社、隆全社、长隆和社、民成社1市镇5社析置沿海市社；沿海市镇和隆全社析置第一坊，沿海市镇剩余区域和隆有社部分区域合并为第二坊。

## 行政区划
沿海市社下辖2坊5社，市社人民委员会位于第一坊。
- 第一坊（Phường 1）
- 第二坊（Phường 2）
- 民成社（Xã Dân Thành）
- 协盛社（Xã Hiệp Thạnh）
- 隆有社（Xã Long Hữu）
- 隆全社（Xã Long Toàn）
- 长隆和社（Xã Trường Long Hòa）